# Arreux
Arreux är en kommun i departementet Ardennes i regionen Grand Est (tidigare regionen Champagne-Ardenne) i nordöstra Frankrike. Kommunen ligger  i kantonen Renwez som ligger i arrondissementet Charleville-Mézières. År 2022 hade Arreux 342 invånare.

## Befolkningsutveckling
Antalet invånare i kommunen Arreux
Referens: INSEE